# جایزه بزرگ فرانسه ۲۰۲۲
جایزه بزرگ فرانسه ۲۰۲۲ (که به‌طور رسمی با نام فرمول ۱ لنوو جایزه بزرگ فرانسه ۲۰۲۲ شناخته می‌شود) یک مسابقه اتومبیل‌رانی فرمول یک است که در تاریخ ۲۴ ژوئیه ۲۰۲۲ در پیست پل ریکارد در لا کستلت، فرانسه برگزار می‌شود. این مسابقه دوازدهمین دور از مسابقات فرمول یک فصل ۲۰۲۲ است.

## زمینه

### جدول رده‌بندی قهرمانی قبل از مسابقه
ماکس فرستاپن پس از دور یازدهم در اتریش، با ۲۰۸ امتیاز، ۳۸ امتیاز بیشتر از شارل لکلرک در رده دوم و ۵۷ امتیاز بیشتر از هم‌تیمی خود سرجیو پرز در رتبه سوم، صدرنشین جدول قهرمانی رانندگان است. در جدول قهرمانی سازندگان، ردبول ریسینگ با ۳۵۹ امتیاز صدرنشین است. فراری با ۳۰۳ امتیاز و مرسدس با ۲۳۷ امتیاز در رده دوم و سوم قرار دارند.

### شرکت‌کنندگان
رانندگان و تیم‌ها همان لیست ورود به فصل هستند و هیچ راننده دیگری برای مسابقه حضور ندارد. قرار است در اولین جلسه تمرین، نیک دی وریس به جای لوییس همیلتون برای مرسدس و رابرت کوبیکا به جای والتری بوتاس برای آلفارومئو رانندگی کنند.
این جایزه بزرگ سیصدمین مسابقه‌ برای راننده مرسدس، لوئیس همیلتون است.

### انتخاب تایر
تأمین کننده تایر پیرلی ترکیبات سی۲، سی۳ و سی۴ (به ترتیب سخت، متوسط و نرم) را برای استفاده تیم‌ها در مسابقه اختصاص داده‌است.

## تمرین
قرار است سه جلسه تمرینی برای این جایزه بزرگ برگزار شود که هر جلسه یک ساعت طول می‌کشد. اولین و دومین جلسه تمرین روز جمعه ۲۲ ژوئیه در ساعت ۱۴:۰۰ و ۱۷:۰۰ به وقت محلی (یوتی‌سی ۲:۰۰+) و سومین جلسه تمرین شنبه ۲۳ ژوئیه ساعت ۱۳:۰۰ به وقت محلی برگزار می‌شود.

## تعیین خط
تعیین خط ساعت ۱۶:۰۰ به وقت محلی در تاریخ ۲۳ ژوئیه برگزار شد.

### رده‌بندی تعیین خط
| جایگاه              | راننده         | شماره | تیم                       | زمان‌ها    | زمان‌ها    | زمان‌ها    | نوبت نهایی |
| جایگاه              | راننده         | شماره | تیم                       | مرحله اول | مرحله دوم | مرحله سوم | نوبت نهایی |
| ------------------- | -------------- | ----- | ------------------------- | --------- | --------- | --------- | ---------- |
| ۱                   | شارل لکلرک     | ۱۶    | فراری                     | ۱:۳۱٫۷۲۷  | ۱:۳۱٫۲۱۶  | ۱:۳۰٫۸۷۲  | ۱          |
| ۲                   | ماکس فرستاپن   | ۱     | ردبول ریسینگ-آربی‌پی‌تی     | ۱:۳۱٫۸۹۱  | ۱:۳۱٫۹۹۰  | ۱:۳۱٫۱۷۶  | ۲          |
| ۳                   | سرجیو پرز      | ۱۱    | ردبول ریسینگ-آربی‌پی‌تی     | ۱:۳۲٫۳۵۴  | ۱:۳۲٫۱۲۰  | ۱:۳۱٫۳۳۵  | ۳          |
| ۴                   | لوییس همیلتون  | ۴۴    | مرسدس                     | ۱:۳۳٫۰۴۱  | ۱:۳۲٫۲۷۴  | ۱:۳۱٫۷۶۵  | ۴          |
| ۵                   | لاندو نوریس    | ۴     | مک‌لارن-مرسدس              | ۱:۳۲٫۶۷۲  | ۱:۳۲٫۷۷۷  | ۱:۳۲٫۰۳۲  | ۵          |
| ۶                   | جورج راسل      | ۶۳    | مرسدس                     | ۱:۳۳٫۱۰۹  | ۱:۳۲٫۶۳۳  | ۱:۳۲٫۱۳۱  | ۶          |
| ۷                   | فرناندو آلونسو | ۱۴    | آلپاین-رنو                | ۱:۳۲٫۸۱۹  | ۱:۳۲٫۶۳۱  | ۱:۳۲٫۵۵۲  | ۷          |
| ۸                   | یوکی سونودا    | ۲۲    | آلفاتاوری-آربی‌پی‌تی        | ۱:۳۳٫۳۹۴  | ۱:۳۲٫۸۳۶  | ۱:۳۲٫۷۸۰  | ۸          |
| ۹                   | کارلوس ساینز   | ۵۵    | فراری                     | ۱:۳۲٫۲۹۷  | ۱:۳۱٫۰۸۱  | بدون زمان | ۱۹۱        |
| ۱۰                  | کوین مگنوسن    | ۲۰    | هاس-فراری                 | ۱:۳۲٫۷۵۶  | ۱:۳۲٫۶۴۹  | بدون زمان | ۲۰۱        |
| ۱۱                  | دنیل ریکیاردو  | ۳     | مک‌لارن-مرسدس              | ۱:۳۳٫۴۰۴  | ۱:۳۲٫۹۲۳  | —         | ۹          |
| ۱۲                  | استابان اوکون  | ۳۱    | آلپاین-رنو                | ۱:۳۳٫۳۴۶  | ۱:۳۳٫۰۴۸  | —         | ۱۰         |
| ۱۳                  | والتری بوتاس   | ۷۷    | آلفارومئو-فراری           | ۱:۳۳٫۰۳۴  | ۱:۳۳٫۰۵۲  | —         | ۱۱         |
| ۱۴                  | سباستین فتل    | ۵     | استون مارتین آرامکو-مرسدس | ۱:۳۳٫۲۸۵  | ۱:۳۳٫۲۷۶  | —         | ۱۲         |
| ۱۵                  | الکساندر آلبون | ۲۳    | ویلیامز-مرسدس             | ۱:۳۳٫۴۲۳  | ۱:۳۳٫۳۰۷  | —         | ۱۳         |
| ۱۶                  | پیر گاسلی      | ۱۰    | آلفاتاوری-آربی‌پی‌تی        | ۱:۳۳٫۴۳۹۲ | —         | —         | ۱۴         |
| ۱۷                  | لانس استرول    | ۱۸    | استون مارتین آرامکو-مرسدس | ۱:۳۳٫۴۳۹۲ | —         | —         | ۱۵         |
| ۱۸                  | گوانیو ژو      | ۲۴    | آلفارومئو-فراری           | ۱:۳۳٫۶۷۴  | —         | —         | ۱۶         |
| ۱۹                  | میک شوماخر     | ۴۷    | هاس-فراری                 | ۱:۳۳٫۷۰۱  | —         | —         | ۱۷         |
| ۲۰                  | نیکلاس لطیفی   | ۶     | ویلیامز-مرسدس             | ۱:۳۳٫۷۹۴  | —         | —         | ۱۸         |
| زمان ۱۰۷٪: ۱:۳۸٫۱۴۸ |                |       |                           |           |           |           |            |
| منابع:              |                |       |                           |           |           |           |            |

یادداشت‌ها
- ^ ۱ – کارلوس ساینز و کوین مگنوسن به دلیل فراتر رفتن از سهمیه عناصر واحد قدرت، باید مسابقه را از رده آخر آغاز کنند.[۸]
- ^ ۲ – پیر گاسلی و لانس استرول زمان دور یکسانی را در تعیین خط ثبت کردند. گاسلی بالاتر از استرول در رده‌بندی قرار گرفت زیرا قبل از استرول زمان را ثبت کرده بود.[۶]

## مسابقه
این مسابقه ساعت ۱۵:۰۰ به وقت محلی، در تاریخ ۲۴ ژوئیه برگزار شد.

### رده‌بندی مسابقه
| جایگاه                                                 | شماره | راننده         | سازنده                    | دور | زمان        | امتیاز |
| ------------------------------------------------------ | ----- | -------------- | ------------------------- | --- | ----------- | ------ |
| ۱                                                      | ۱     | ماکس فرستاپن   | ردبول ریسینگ-آربی‌پی‌تی     | ۵۳  | ۱:۳۰:۰۲٫۱۱۲ | ۲۵     |
| ۲                                                      | ۴۴    | لوییس همیلتون  | مرسدس                     | ۵۳  | ۱۰٫۵۸۷+     | ۱۸     |
| ۳                                                      | ۶۳    | جورج راسل      | مرسدس                     | ۵۳  | ۱۶٫۴۹۵+     | ۱۵     |
| ۴                                                      | ۱۱    | سرجیو پرز      | ردبول ریسینگ-آربی‌پی‌تی     | ۵۳  | ۱۷٫۳۱۰+     | ۱۲     |
| ۵                                                      | ۵۵    | کارلوس ساینز   | فراری                     | ۵۳  | ۲۸٫۸۷۲+     | ۱۱۱    |
| ۶                                                      | ۱۴    | فرناندو آلونسو | آلپاین-رنو                | ۵۳  | ۴۲٫۸۷۹+     | ۸      |
| ۷                                                      | ۴     | لاندو نوریس    | مک‌لارن-مرسدس              | ۵۳  | ۵۲٫۰۲۶+     | ۶      |
| ۸                                                      | ۳۱    | استابان اوکون  | آلپاین-رنو                | ۵۳  | ۵۶٫۹۵۹+     | ۴      |
| ۹                                                      | ۳     | دنیل ریکیاردو  | مک‌لارن-مرسدس              | ۵۳  | ۱:۰۰٫۳۷۲+   | ۲      |
| ۱۰                                                     | ۱۸    | لانس استرول    | استون مارتین آرامکو-مرسدس | ۵۳  | ۱:۰۲٫۵۴۹+   | ۱      |
| ۱۱                                                     | ۵     | سباستین فتل    | استون مارتین آرامکو-مرسدس | ۵۳  | ۱:۰۴٫۴۹۴+   |        |
| ۱۲                                                     | ۱۰    | پیر گسلی       | آلفاتاوری-آربی‌پی‌تی        | ۵۳  | ۱:۰۵٫۴۴۸+   |        |
| ۱۳                                                     | ۲۳    | الکساندر آلبون | ویلیامز-مرسدس             | ۵۳  | ۱:۰۸٫۵۶۵+   |        |
| ۱۴                                                     | ۷۷    | والتری بوتاس   | آلفارومئو-فراری           | ۵۳  | ۱:۱۶٫۶۶۶+   |        |
| ۱۵                                                     | ۴۷    | میک شوماخر     | هاس-فراری                 | ۵۳  | ۱:۲۰٫۳۹۴+   |        |
| ۱۶                                                     | ۲۴    | گوانیو ژو      | آلفارومئو-فراری           | ۴۷  | +۶ دور۲     |        |
| ۱۷                                                     | ۶     | نیکلاس لطیفی   | ویلیامز-مرسدس             | ۴۰  | آسیب برخورد |        |
| ۱۸                                                     | ۲۰    | کوین مگنوسن    | هاس-فراری                 | ۳۷  | آسیب برخورد |        |
| ۱۹                                                     | ۱۶    | شارل لکلرک     | فراری                     | ۱۷  | تصادف       |        |
| ۲۰                                                     | ۲۲    | یوکی سونودا    | آلفاتاوری-آربی‌پی‌تی        | ۱۷  | زیر سینی    |        |
| سریع‌ترین دور: کارلوس ساینز (فراری) - ۱:۳۵٫۷۸۱ (دور ۵۱) |       |                |                           |     |             |        |
| منابع:                                                 |       |                |                           |     |             |        |

یادداشت‌ها
- ^ ۱ – یک امتیاز برای سریع‌ترین دور.[۱۰]
- ^ ۲ – گوانیو ژو به دلیل برخورد با میک شوماخر پنج ثانیه جریمه دریافت کرد. جایگاه نهایی او تحت تأثیر جریمه قرار نگرفت.[۹]

## رده‌بندی قهرمانی پس از مسابقه
جدول رده‌بندی قهرمانی رانندگان
| ت. ج  | جایگاه | راننده       | امتیازات |
| ----- | ------ | ------------ | -------- |
|       | ۱      | ماکس فرستاپن | ۲۳۳      |
|       | ۲      | شارل لکلرک   | ۱۷۰      |
|       | ۳      | سرجیو پرز    | ۱۶۳      |
|       | ۴      | کارلوس ساینز | ۱۴۴      |
|       | ۵      | جورج راسل    | ۱۴۳      |
| منبع: |        |              |          |

جدول رده‌بندی قهرمانی سازندگان
| ت. ج  | جایگاه | سازنده                | امتیازات |
| ----- | ------ | --------------------- | -------- |
|       | ۱      | ردبول ریسینگ-آربی‌پی‌تی | ۳۹۶      |
|       | ۲      | فراری                 | ۳۱۴      |
|       | ۳      | مرسدس                 | ۲۷۰      |
| ۱     | ۴      | آلپاین-رنو            | ۹۳       |
| ۱     | ۵      | مک‌لارن-مرسدس          | ۸۹       |
| منبع: |        |                       |          |

- یادداشت: فقط پنج رده برتر برای هر دو مجموعه رده‌بندی قرار داده شده است.